# Dépointage
Le dépointage d'une antenne est la déviation angulaire du faisceau électromagnétique émis par cette antenne, sous l'effet d'une perturbation (vent, choc, séisme, déformation d'un élément, surcharge quelconque).

## Description du phénomène
Le terme dépointage provient du jargon professionnel des télécommunications sans fil. Ce terme s'oppose au pointage d'une antenne, qui désigne le fait que celle-ci vise une autre antenne, distante de quelques dizaines de kilomètres (relais de télécommunication terrestre), ou plusieurs centaines de kilomètres (satellite de communication) avec laquelle elle communique.
Lors de leur installation sur un pylône ou sur un mât, les antennes sont orientées de manière très précise vers d'autres antennes. L'orientation se fait mécaniquement, en visant l'antenne distante et en réglant le tilt manuellement, ou en commandant de manière électronique l'inclinaison du faisceau, grâce à un système intégré à l'antenne.
Les agents extérieurs (vent, séisme, écarts de température) peuvent déformer ou détériorer le pylône, le support de l'antenne, ou le système de fixation de l'antenne sur ce support. L'antenne s'incline alors par rapport à sa position normale et le faisceau s'incline d'autant. Selon la distance de la cible, l'angle de dépointage provoque une erreur de visée plus ou moins grande. Par exemple, si la cible est située à 10 km, un dépointage de 1° entraîne à l'arrivée une erreur de 174 m (1° = 0,0174 radians x 10 000 m = 174 m).
En termes de structure, le dépointage de l'antenne est aussi l'angle formé par la tangente à la déformée du pylône et la verticale.

## Conséquences
Le dépointage est surtout gênant au niveau des antennes très directives, notamment les faisceaux hertziens, puisque ce sont elles qui acheminent le signal (téléphone) d'un site à l'autre. 
La visualisation ci-dessous montre cependant que le dépointage des antennes relais formant la couverture GSM du territoire, et communiquant directement avec les téléphones cellulaires entraîne des conséquences néfastes, comme des interférences et la "pollution intersites" ou tout simplement un affaiblissement du signal.
1. Image N°1 : Visualisation des 3 lobes à 120° des antennes GSM. Chaque couleur représente une fréquence différente. La différence entre les fréquences permet d'éviter ainsi les perturbations d'un site à l'autre dans les zones de recouvrement.
2. Image N°2 : La géométrie des cellules n'est pas stable, et certaines chevauchent des cellules de même fréquence, provoquant ainsi une pollution du signal.